# Искакова, Гульзира Убайдилдаевна
Гульзира Болатовна Искакова (каз. Гүлзира Болатқызы Ысқақова; 4 ноября 1988, Кзыл-Орда, Казахская ССР, СССР) — казахстанская гандболистка, левый крайний. Чемпионка Азии 2007 года,Чемпионка Азии 2010 года. Участница олимпийских игр в Пекине 2008 (11 место).

## Биография
Гульзира Искакова родилась 4 ноября 1988 года в городе Кзыл-Орда.
В 2009 году окончила Кызылординский государственный университет по специальности «учёт и аудит».
Заниматься гандболом её сподвиг отец, который сначала водил её на матчи, а потом, когда Искакова училась в седьмом классе, предложил записаться в секцию.
Играла на позиции левого крайнего за «Сейхун-КамКГУ» из Кызылорды, в составе которого 6раз выигрывала чемпионат Казахстана.
Впоследствии стала выступать за молодёжную сборную Казахстана, в составе которой заняла 5-е место на Международных играх стран СНГ и Балтии в Москве. В 2007 году стала серебряным призёром молодёжного чемпионата Азии в Алма-Ате, в 2008 году участвовала в молодёжном чемпионате мира в Македонии. Затем стала вызываться в женскую сборную Казахстана.
В 2007 году выиграла золото Чемпионата Азии  в составе  Женская сборная Казахстана по гандболу
В 2007 году была в составе Женская сборная Казахстана по гандболу на чемпионате мира во Франции, где команда заняла 16 место
В 2008 году вошла в состав женской сборной Казахстана на летних Олимпийских играх в Пекине, которая заняла 10-е место. Играла на позиции левого крайнего, провела 5 матчей.
В 2010 году в составе сборной Казахстана выступала на летних Азиатских играх в Гуанчжоу, где команда заняла 4-е место.
В 2010 году в составе сборной Казахстана выиграла чемпионат Азии, проходивший в Алма-Ате.
В 2011 году в составе сборной Казахстана участвовала в чемпионате мира в Бразилии, где команда заняла 19-е место.
Мастер спорта международного класса.
В гандболе не имеет кумиров, но симпатизирует игрокам из Дании и Норвегии.